# Флиссингский
Мыс Флиссингский — крайняя восточная островная точка Европы (на картах восточнее мыса обозначен безымянный остров, однако спутниковые снимки его наличие не подтверждают).
Находится на северо-востоке острова Северный архипелага Новая Земля, Архангельская область, Россия.
Представляет собой сильно выдающийся в море скальный массив высотой до 28 метров. Делит прибрежные воды на залив Аварийный (на севере) и бухту Андромеды (на юге).
Немного южнее мыса в море впадает река Андромеды, за которой находится мыс Бурунный. Севернее же по побережью расположена относительно крупная река Овражистая. Дальше по побережью расположен мыс Девер, ограничивающий залив Аварийный с севера.

## История открытия

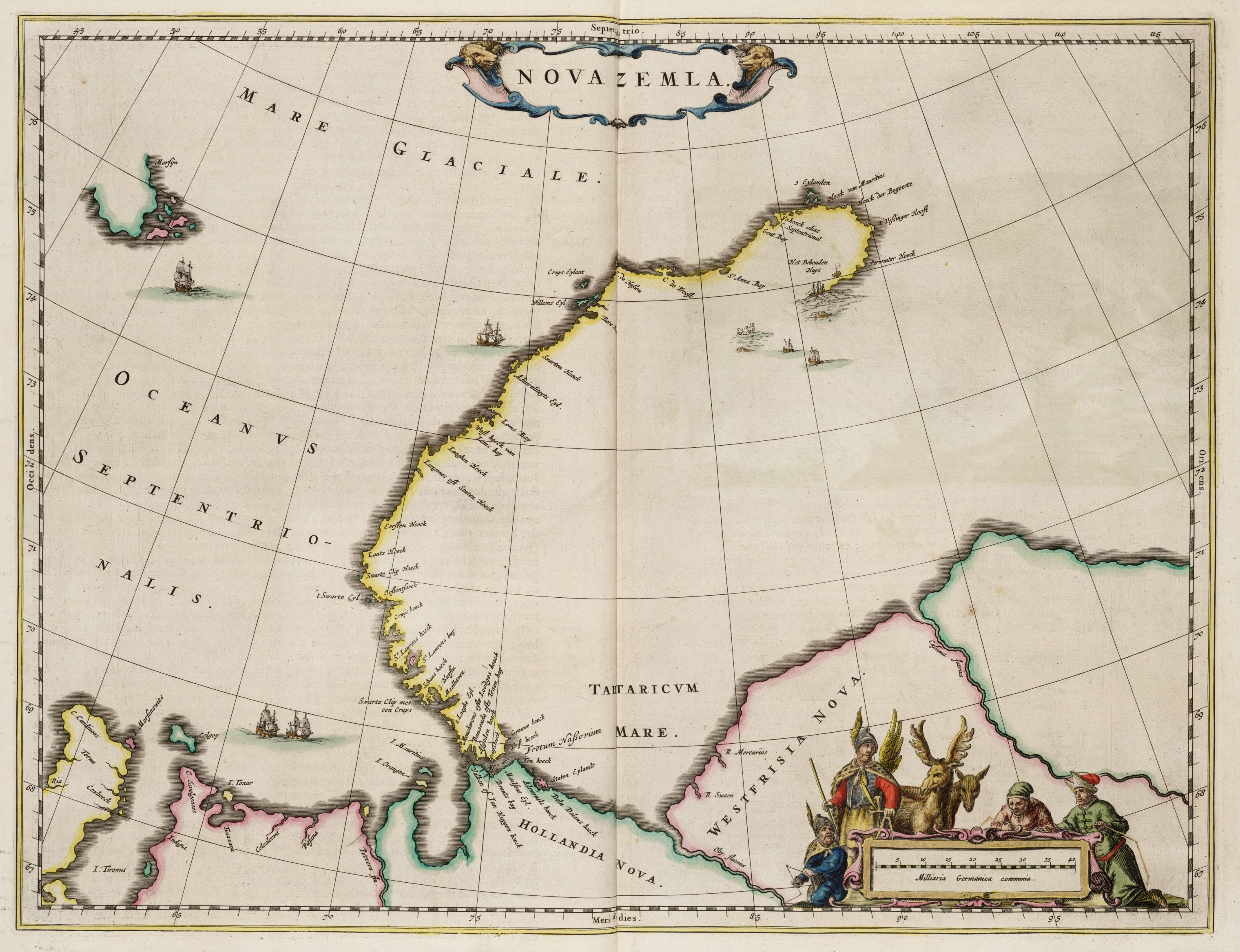
Карта из голландского атласа ван Лоона (1664), на которой показаны берега Новой Земли, обследованные экспедицией Баренца 1596—1597 гг.

Мыс открыт и нанесён на карту экспедицией Виллема Баренца в 1596 году, название дано в честь нидерландского города Флиссинген. Юго-западнее мыса в сентябре 1596 года корабль экспедиции вмёрз в лёд — её участникам пришлось зимовать на берегу, соорудив хижину из т. н. «плавника» (древесины, выброшенной морем). Пропитание себе добывали, в частности, охотой на белых медведей и тюленей. На следующий год из фрагментов корпуса корабля, продолжавщего оставаться в ледяном плену, они построили две лодки и отправились в обратный путь. Во время этого возвращения Баренц умер от цинги.
Эта история стала основой сюжета нидерландского художественного фильма «Новая земля», сценарий которого основан на мемуарах одного из членов команды Баренца, участника зимовки Геррита де Веера.